# Nowe Kupiski
Nowe Kupiski – wieś w Polsce położona w województwie podlaskim, w powiecie łomżyńskim, w gminie Łomża. Leży przy drodze wojewódzkiej nr 645.
Dawniej Kupiski Nowe.

## Historia
Wieś przy trakcie łomżyńsko-nowogrodzkim. Założona w XIX w. po oczynszowaniu włościan z dóbr kupiskich. Powstało wtedy 51 gospodarstw.
W latach 1921 – 1939 wieś leżała w województwie białostockim, w powiecie łomżyńskim, w gminie Kupiski.
Według Powszechnego Spisu Ludności z 1921 roku wieś zamieszkiwało 514 osób w 76 budynkach mieszkalnych. Miejscowość należała do parafii rzymskokatolickiej w Łomży. Podlegała pod Sąd Grodzki i Okręgowy w Łomży; właściwy urząd pocztowy mieścił się w Łomży.
W wyniku napaści ZSRR na Polskę we wrześniu 1939 miejscowość znalazła się pod okupacją sowiecką. Od czerwca 1941 roku pod okupacją niemiecką. Od 22 lipca 1941 do 1945 włączona w skład Landkreis Lomscha, Bezirk Bialystok III Rzeszy.
W latach 1975–1998 miejscowość administracyjnie należała do województwa łomżyńskiego.

## Współcześnie
Miejscowość posiada instalację zbiorowego odprowadzania ścieków. W pobliżu wyodrębnione zostały miejsca występowania kruszyw naturalnych w ilościach przemysłowych.
We wsi znajduje się kościół, który jest siedzibą parafii św. Jadwigi Śląskiej. W strukturze kościoła rzymskokatolickiego parafia należy do metropolii białostockiej, diecezji łomżyńskiej, dekanatu Łomża - św. Brunona.

## Obiekty użyteczności publicznej
- szkoła podstawowa

## Obiekty zabytkowe
- wylewka pod fundament schronu bojowego z 1939 r., pozycja Jednaczewo, odcinek Łomża[11]